# 西川津村
西川津村（にしかわつむら）は、島根県八束郡にあった村。現在の松江市西川津町、菅田町にあたる。

## 地理
- 河川：川津川[1]

## 歴史
- 1889年（明治22年）4月1日、町村制の施行により、島根郡西川津村（一部、字上追子幾分を除く）、菅田村が合併して村制施行し、西川津村が発足[1][2]。
- 1896年（明治29年）4月1日、郡の統合により八束郡に所属[2]。
- 1903年（明治36年）4月1日、八束郡東川津村と合併して、川津村を新設して廃止[1][2]。

### 地名の由来
川津は、小舟を使用して農耕するほど津が多くあったことから名づけられた。

## 産業
- 農業[1]

## 名所・旧跡
- 菅田庵（国史跡・名勝）[3]